# San Donato di Lecce
San Donato di Lecce – miejscowość i gmina we Włoszech, w regionie Apulia, w prowincji Lecce.
Według danych na rok 2004 gminę zamieszkiwało 5717 osób, 272,2 os./km².